# سیارک ۵۸۸۹۶
سیارک ۵۸۸۹۶ (به انگلیسی: 58896 Schlosser، نامگذاری:1998JE4)۵۸۸۹۶مین سیارک کشف شده‌است که در ۱۵ مه ۱۹۹۸ کشف شد.